# Giuseppe Schiavone
Pour les articles homonymes, voir Schiavone.
 (avril 2024).
La mise en forme du texte ne suit pas les recommandations de Wikipédia : il faut le « wikifier ».
Les points d'amélioration suivants sont les cas les plus fréquents. Le détail des points à revoir est peut-être précisé sur la page de discussion.
- Les titres sont pré-formatés par le logiciel. Ils ne sont ni en capitales, ni en gras.
- Le texte ne doit pas être écrit en capitales (les noms de famille non plus), ni en gras, ni en italique, ni en « petit »…
- Le gras n'est utilisé que pour surligner le titre de l'article dans l'introduction, une seule fois.
- L'italique est rarement utilisé : mots en langue étrangère, titres d'œuvres, noms de bateaux, etc.
- Les citations ne sont pas en italique mais en corps de texte normal. Elles sont entourées par des guillemets français : « et ».
- Les listes à puces sont à éviter, des paragraphes rédigés étant largement préférés. Les tableaux sont à réserver à la présentation de données structurées (résultats, etc.).
- Les appels de note de bas de page (petits chiffres en exposant, introduits par l'outil «  Source ») sont à placer entre la fin de phrase et le point final[comme ça].
- Les liens internes (vers d'autres articles de Wikipédia) sont à choisir avec parcimonie. Créez des liens vers des articles approfondissant le sujet. Les termes génériques sans rapport avec le sujet sont à éviter, ainsi que les répétitions de liens vers un même terme.
- Les liens externes sont à placer uniquement dans une section « Liens externes », à la fin de l'article. Ces liens sont à choisir avec parcimonie suivant les règles définies. Si un lien sert de source à l'article, son insertion dans le texte est à faire par les notes de bas de page.
- La présentation des références doit suivre les conventions bibliographiques. Il est recommandé d'utiliser les modèles {{Ouvrage}}, {{Chapitre}}, {{Article}}, {{Lien web}} et/ou {{Bibliographie}}. Le mode d'édition visuel peut mettre en forme automatiquement les références.
- Insérer une infobox (cadre d'informations à droite) n'est pas obligatoire pour parachever la mise en page.

Pour une aide détaillée, merci de consulter Aide:Wikification.
Si vous pensez que ces points ont été résolus, vous pouvez retirer ce bandeau et améliorer la mise en forme d'un autre article.
 (avril 2024).
Giuseppe Schiavone Di Gennaro, surnomé Sparviero (Épervier) est né le 19 décembre 1838 dans les Pouilles à Sant'Agata plus précisément et est mort le 28 novembre 1864 à Melfi. 
Giuseppe Schiavone était un brigand italien. Il commettait des infractions avec sa bande dirigée par son acolyte Carmine Crocco dans la zone de la Capitanata.
Bien qu'il fût un hors la loi, Schiavone était perçu comme un homme humble et même considéré comme plus humain que certain autres brigands. 

## Biographie
Giuseppe est l'enfant de Gennaro et Carmina Longo et avait deux frères (Domenico et Antonio). Sa famille n'était ni pauvre ni riche, son entourage familiale vivait de leur propre travail et des leurs fruits. 
En 1860, Il commence par effectuer son service militaire, puis, après la dissolution de l' Armée des Deux-Siciles en février 1861 avec la capitulation de Gaeta, il revint à Sant'Agata avec un permis provisoire, avec le grade de sergent. Rappelé au service militaire par le gouvernement savoyard, Schiavone refuse de servir Vittorio Emanuele II et est donc contraint de fuir sa ville et de se cacher près du ruisseau Calaggio.

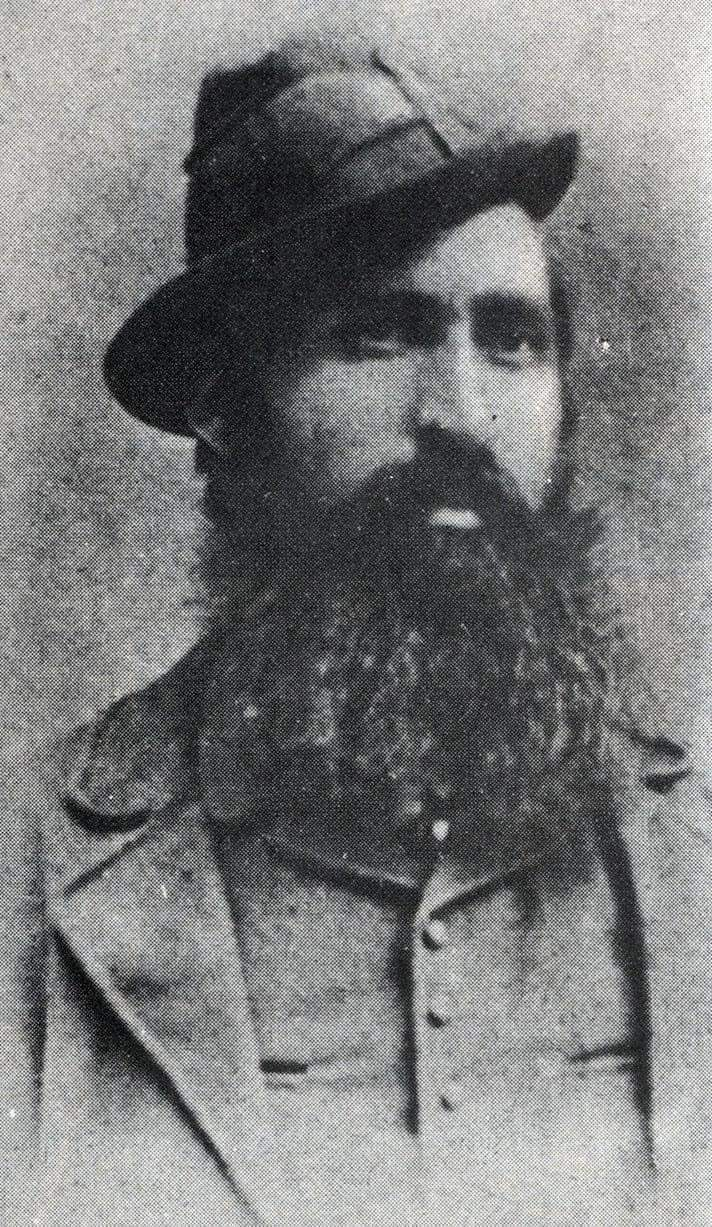
Carmin de Crocco de Rionero in Vulture

Pendant son refuge, il rencontre la bande de Carmine Crocco de Rionero in Vulture, qui se trouve par hasard de passage à Rocchetta Sant'Antonio. c'est là que Giuseppe décide de les rejoindre. Son choix est accueilli avec une grande déception par ses parents, à tel point qu'ils l'ont invité à plusieurs reprises à renoncer et à collaborer avec la justice (pour cela, sa famille a été récompensée par le gouvernement, en donnant à son frère Domenico un poste de garde municipal à Sant' Agate).
Après la mort de sa mère, Schiavone envoie une somme d'argent considérable à son père, la confiant à un compatriote du village. Ce dernier, profitant du fait qu’il n’y avait aucune communication entre le père et le fils, prit possession de l’argent. Giuseppe, ayant appris ce qui s'était passé,  kidnappe son compatriote du village et, en guise de punition, lui  coupe le lobe de l'oreille droite. À partir de ce moment, il consacre le reste de sa vie au brigandage. Schiavone participe à de nombreuses expéditions sous le commandement de Crocco (Irpinia et Vautour) et, avec sa propre bande, lui fournit une solide base de soutien sur le territoire des Pouilles, lui permettant de conquérir Sant'Agata elle-même, Bovino et Terra di Bari .

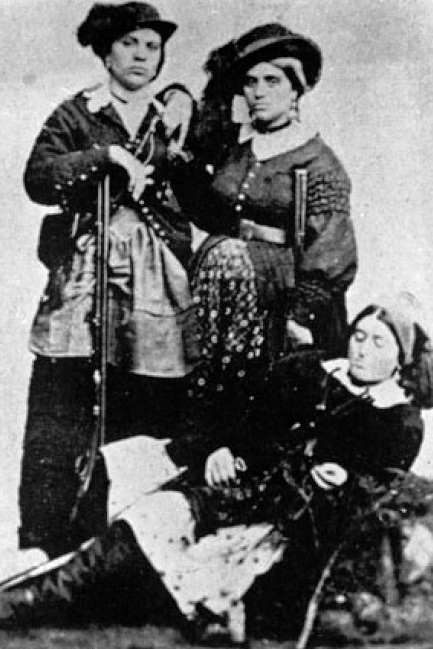
Filomena Pennacchio

À ses côtés se trouvait souvent son épouse Filomena Pennacchio de San Sossio Baronia, une brigande au caractère froid et impassible, qui avait également des liaisons avec Crocco et Giuseppe Caruso . Schiavone a participé à plusieurs raids tels que le massacre de 20 soldats de la Garde nationale à Orsara di Puglia et l'assassinat de 17 soldats piémontais près de Francavilla à Sinni. Même s'il était un brigand, certains se souviennent de Schiavone comme l'un des moins féroces et on dit que, dans certains cas, il s'est opposé à la violence que ses compagnons d'armes infligeaient à certaines victimes et n'a pas participé à divers enlèvements et assassinats.
Le 26 juillet 1864, à cause de la trahison de Caruso, Schiavone et d'autres brigands, alors qu'ils atteignaient Crocco, sont découverts par les bersaglieri savoyards et les cavaliers (menés par le même renégat) au cours de leur voyage, obligeant les brigands à se réfugier dans le Bois de Leonessa, près de Melfi. Giuseppe se réfugie à Bisaccia, dans la maison de quelques notables pro-Bourbon, mais son temps est compté.
Son amante, Rosa Giuliani, l'a trahi, alors que Giuseppe la mettait de côté pour Pennacchio. Giuliani révèle aux autorités que dans la nuit du 26 au 27 novembre, Schiavone et quatre autres bandits s'étaient rendus à l'exploitation agricole Posta Vassalli, dans la localité de Melfi. Une fois arrivés à la ferme, Schiavone et les brigands sont encerclés et contraints de se rendre. Conduits à la prison de Melfi, ils sont jugés par un tribunal militaire extraordinaire et condamnés le lendemain à mort par un peloton d'exécution.
Avant de mourir, Schiavone demande à pouvoir voir une dernière fois sa compagne, qui attendait de lui un enfant et se réfugiait chez une sage-femme. Ce dernier souhait lui fut exaucé et à la vue de sa bien-aimée il s'agenouilla pour lui demander pardon, la prit dans ses bras et lui donna son dernier baiser idyllique. Quelques instants plus tard, le brigand est fusillé avec les autres condamnés.
- Dora Donofrio Del Vecchio, Giuseppe Schiavone, capobrigante santagatese, lo Sparviero, Globalprint, 2008
- Felice Capellino, Il Soldato italiano: giornale militare, Tip. Cotta e Capellino, 1863